# 엽록소 f
엽록소 f(葉綠素 f, 영어: chlorophyll f)는 다른 엽록소보다 적색광(또는 적외선)을 더 많이 흡수하는 엽록소의 일종이다. 2010년에 첸 민(Chen Min)은 오스트레일리아 웨스턴오스트레일리아주 서부의 샤크만의 스트로마톨라이트에 엽록소 f가 존재한다고 보고했다.
광합성 반응에서 엽록소 f의 기능은 불확실하며, 엽록소 f의 생태학적 분포는 아직 알려지지 않았다. 엽록소 f는 에너지 전달과 전하 분리 과정 모두에서 광합성 반응의 일부 역할을 지원하는 것으로 나타났다.
엽록소 f는 엽록소 생성효소에 의해 클로로필라이드 f로부터 생성된다. 클로로필라이드 f는 PsbA4 또는 ChlF로 알려진 효소에 의해 클로로필라이드 a로부터 만들어진다.

## 같이 보기
- 엽록소
- 엽록소 a
- 엽록소 b
- 엽록소 c
- 엽록소 d